# Circondario del Vogelsberg
Il circondario di Vogelsberg è uno dei circondari dello stato tedesco dell'Assia, nella area centrale del Land.  Fa parte del distretto governativo di Gießen.
I circondari confinanti sono: Schwalm-Eder, Hersfeld-Rotenburg, Fulda, Main-Kinzig, Wetterau, Gießen e Marburg-Biedenkopf.

## Storia
Il distretto è stato creato nel 1972, riunendo i vecchi distretti Alsfeld e Lauterbach.

## Geografia
La caratteristica principale del distretto è il vulcano Vogelsberg, ultimo attivo 7 milioni di anni fa.

## Città e comuni
(Abitanti al 31 dicembre 2022)
| Comuni del circondario | Città 1. Alsfeld (16 177) 2. Grebenau (2 394) 3. Herbstein (4 685) 4. Homberg (Ohm) (7 521) 5. Kirtorf (3 199) 6. Lauterbach (Assia) (13 880) 7. Romrod (2 710) 8. Schlitz (9 892) 9. Schotten (10 045) 10. Ulrichstein (3 028) | Comuni 1. Antrifttal [Sede: Ruhlkirchen] (1 822) 2. Feldatal [Sede: Groß-Felda] (2 410) 3. Freiensteinau (3 187) 4. Gemünden (Felda) (2 760) 5. Grebenhain (4 585) 6. Lautertal (Vogelsberg) [Sede: Hörgenau] (2 274) 7. Mücke [Sede: Merlau] (9 485) 8. Schwalmtal [Sede: Renzendorf] (2 903) 9. Wartenberg [Sede: Angersbach] (3 876) |